# Kulturkristen
 Der er for få eller ingen kildehenvisninger i denne artikel, hvilket er et problem. Du kan hjælpe ved at angive troværdige kilder til de påstande, som fremføres i artiklen.

Kulturkristen er en bred betegnelse anvendt til at skelne mellem personer med enten en etnisk eller religiøs kristen kulturarv fra dem, som er aktivt praktiserende eller personligt overbeviste/troende kristne (somme steder omtalt som "kirkekristne"). En person kan være en del af den kristne kultur gennem sin opdragelse eller opvækst med kristendommen og dens idealer (eksempelvis de 10 bud og læren om næstekærlighed) uden dog selv at kunne tilslutte sig trosbekendelsen. Ud fra denne betragtning kan majoriteten af befolkningen på den vestlige halvkugle bredt beskrives som kulturkristne. En anden hyppig anvendelse af udtrykket er at skelne mellem politiske grupper i områder med blandet religiøs baggrund.
Begrebet kulturkristendom har ikke en entydig definition, men kan benyttes til at identificere mennesker, som er født og opvokset i et samfund og/eller kultur, hvor kristendom er den dominerende religion og derigennem præget disse menneskers opfattelse og syn i en sådan grad at man forbinder kristendom og de konkrete kirker med den lokale historie, tradition og kultur. Det at være kristen er en afgørende del af deres kulturelle identitet, uden dog at man nødvendigvis lever efter den kristelige tro og tror på alle kirkens dogmer. På trods af at man er medlem af en kirke, finder man det ikke vigtigt at gå regelmæssigt i kirke og deltage i dens gudstjenester, med mindre man eksempelvis inviteres til dåb (kristne navne) i familien eller kirkelige handlinger såsom bryllup, begravelse eller i forbindelse med juleaften. Flere lader sig vie og deres børn døbe i en kirke, ikke så meget af overbevisning, men fordi de traditionelle kristne værdier er en del af deres kulturelle identitet. Således vil kulturkristne ofte have en konversativ holdning med hensyn til ændringer af kirkens liturgi, salmer, bibeloversættelser m.m. for at bevare værdigrundlaget, man ønsker som et traditionelt holdepunkt.
Betegnelsen vil i mange sammenhænge svare til kultur-jøde, kultur-hindu og kultur-muslim osv., idet man har rødder i denne kultur, men er ikke nødvendigvis særlig religiøse eller praktiserende. Begrebet kulturkristen bruges ofte nedsættende blandt mere religiøse, normalt fundamentalistiske, kristne.[kilde mangler] Alternativt benytter tilhængere til nyreligiøse bevægelser udtrykket til at beskrive individer, hvis åndelige forståelse eller praksis, de ser som underudviklet, overfladisk, eller for at mangle åbenlys iver. I kinesisk sammenhæng, er betegnelsen forbundet med den "kinesisk-kristne teologi-bevægelse", hvilket imidlertid gør betegnelsen problematisk, tvetydig, vag, malplaceret og forældet.
Den engelske etolog, evolutionsteoretiker og forfatter af populærvidenskab, Richard Dawkins har beskrevet sig selv som en kulturkristen.
Ordet "kulturkristen" har ifølge Den Danske Ordbog været kendt siden 1996.